# Lamine Camara
Ne doit pas être confondu avec Mamadou Lamine Camara.
Lamine Camara, né le 1er janvier 2004 à Diouloulou au Sénégal, est un footballeur international sénégalais qui évolue au poste de milieu de terrain à l'AS Monaco.

## Biographie
Lamine Camara nait le 1er janvier 2004  à Diouloulou au Sénégal, dans le département de Bignona, à quelques kilomètres de la Gambie,,,.

### Carrière en club
Lamine Camara commence sa formation footballistique au Galaxy FA à Dakar, mais il revient dans sa région natale seulement un an après, au Casa Sport. Régulièrement surclassé avec les équipes de jeunes du club de Ziguinchor, il est repéré par l'AS Génération Foot en 2019, signant alors son premier contrat professionnel avec le club de la capitale, où il va rapidement s'illustrer en première division,,.
Il rejoint le FC Metz alors en Ligue 2, qui est partenaire de Génération Foot début février 2023. Il signe un contrat de 3 ans et demi avec le club qu'il doit rejoindre après la CAN U20 qui a lieu en Égypte,,,.
Le joueur s'intègre rapidement en Lorraine et devient rapidement titulaire dans l'effectif.
Il est élu « pépite de la saison » lors de la saison 2023-2024 du championnat de Ligue 1 par le public.
Le 30 juillet 2024, le joueur s'engage avec l'AS Monaco pour un montant d'environ 15 millions d'euros et d'un contrat d'une durée de 5 ans.

### Carrière en sélection

#### Équipe de jeunes
Déjà international avec les moins de 23 ans sénégalais depuis septembre 2022, Camara est convoqué en équipe des moins de 20 ans pour la Coupe d'Afrique des nations junior en février 2023,,.
Il joue comme titulaire lors du tournoi, dont son équipe atteint la finale après s'être imposée contre la Tunisie de Chaïm El Djebali et Jibril Othman (en), Camara marquant un doublé lors de cette victoire 3-0,,. Victorieux en finale face à la Gambie dans un derby, il remporte le tout premier trophée pour le Sénégal en coupe d'Afrique de football des moins de vingt ans, devenant ainsi l’un des rares doubles champions d’Afrique dans deux catégories différentes la même année.

#### Équipe sénior
Lamine Camara a représenté l'équipe senior du Sénégal au Championnat d'Afrique des nations 2022. Il est nommé meilleur jeune joueur de la phase de groupes d'une compétition remportée par les Sénégalais pour la première fois de leur histoire, alors qu'ils n'avaient plus participé au championnat depuis 12 ans,.
Il est également élu homme du match à trois reprises, notamment pour la finale, où il transforme le cinquième tir au but face à l'Algérie, permettant aux siens de s'imposer 5-4 après un match au score nul et vierge contre les hôtes du tournoi,,,.
Le 29 décembre 2023, il est retenu dans la liste des vingt-sept joueurs sénégalais sélectionnés par Aliou Cissé pour disputer la Coupe d'Afrique des nations 2023.

## Style de jeu
Évoluant principalement au poste de milieu relayeur, Lamine Camara est décrit comme un milieu box-to-box avec une forte activité dans les deux surfaces. Joueur de stature modeste, puissant et explosif, il excelle notamment à la récupération, tout en se proposant pour faire des différences en attaque,,.
Il est également remarqué pour ses qualités sur coup de pied arrêté, travaillant particulièrement l'exercice, où il est capable de marquer sur coup franc direct,,.

## Statistiques
| Saison                | Club                  | Championnat           | Championnat | Championnat | Championnat | Coupe(s) nationale(s) | Coupe(s) nationale(s) | Coupe(s) nationale(s) | Supercoupe | Supercoupe | Supercoupe | Compétition(s) continentale(s) | Compétition(s) continentale(s) | Compétition(s) continentale(s) | Compétition(s) continentale(s) | Barrages | Barrages | Barrages | Sénégal | Sénégal | Sénégal | Total | Total | Total |
| Saison                | Club                  | Division              | M.          | B.          | P.d.        | M.                    | B.                    | P.d.                  | M.         | B.         | P.d.       | Comp.                          | M.                             | B.                             | P.d.                           | M.       | B.       | P.d.     | M.      | B.      | P.d.    | M.    | B.    | P.d.  |
| 2021-2022             | Génération Foot       | Ligue 1               | 23          | 2           | 0           | -                     | -                     | -                     | -          | -          | -          | -                              | -                              | -                              | -                              | -        | -        | -        | -       | -       | -       | 23    | 2     | 0     |
| 2022-2023             | FC Metz               | Ligue 2               | 4           | 0           | 1           | -                     | -                     | -                     | -          | -          | -          | -                              | -                              | -                              | -                              | -        | -        | -        | -       | -       | -       | 4     | 0     | 1     |
| 2023-2024             | FC Metz               | Ligue 1               | 32          | 1           | 5           | -                     | -                     | -                     | -          | -          | -          | -                              | -                              | -                              | -                              | 2        | 1        | 1        | 10      | 3       | 0       | 44    | 5     | 6     |
| Sous-total            | Sous-total            | Sous-total            | 36          | 1           | 6           | -                     | -                     | -                     | -          | -          | -          | -                              | -                              | -                              | -                              | 2        | 1        | 1        | 10      | 3       | 0       | 48    | 5     | 7     |
| 2024-2025             | AS Monaco             | Ligue 1               | 29          | 2           | 7           | 1                     | 0                     | 0                     | 1          | 0          | 0          | C1                             | 9                              | 0                              | 0                              | -        | -        | -        | 8       | 0       | 2       | 48    | 2     | 9     |
| 2025-2026             | AS Monaco             | Ligue 1               | 1           | 0           | 1           | 0                     | 0                     | 0                     | -          | -          | -          | C1                             | 0                              | 0                              | 0                              | -        | -        | -        | 0       | 0       | 0       | 1     | 0     | 1     |
| Sous-total            | Sous-total            | Sous-total            | 30          | 2           | 8           | 1                     | 0                     | 0                     | 1          | 0          | 0          | -                              | 9                              | 0                              | 0                              | 0        | 0        | 0        | 8       | 0       | 2       | 49    | 2     | 10    |
| Total sur la carrière | Total sur la carrière | Total sur la carrière | 89          | 5           | 14          | 1                     | 0                     | 0                     | 1          | 0          | 0          | -                              | 9                              | 0                              | 0                              | 2        | 1        | 1        | 18      | 3       | 2       | 120   | 9     | 17    |

### Liste des matches internationaux
| Matches internationaux de Lamine Camara | Matches internationaux de Lamine Camara | Matches internationaux de Lamine Camara                | Matches internationaux de Lamine Camara | Matches internationaux de Lamine Camara | Matches internationaux de Lamine Camara | Matches internationaux de Lamine Camara                             |
|                                         | Date                                    | Lieu                                                   | Adversaire                              | Résultat                                | Compétition                             | Notes                                                               |
| --------------------------------------- | --------------------------------------- | ------------------------------------------------------ | --------------------------------------- | --------------------------------------- | --------------------------------------- | ------------------------------------------------------------------- |
| 1.                                      | 12 septembre 2023                       | Stade Abdoulaye-Wade, Diamniadio, Sénégal              | Algérie                                 | 0 - 1                                   | Match amical                            | Entré en jeu à la place de Pape Matar Sarr à la 70e minute de jeu.  |
| 2.                                      | 18 novembre 2023                        | Stade Abdoulaye-Wade, Diamniadio, Sénégal              | Soudan du Sud                           | 4 - 0                                   | Éliminatoires Coupe du monde 2026       | Titulaire.                                                          |
| 3.                                      | 21 novembre 2023                        | Stade de Kégué, Lomé, Togo                             | Togo                                    | 0 - 0                                   | Éliminatoires Coupe du monde 2026       | Entré en jeu à la place de Cheikhou Kouyaté à la 65e minute de jeu. |
| 4.                                      | 8 janvier 2024                          | Stade Abdoulaye-Wade, Diamniadio, Sénégal              | Niger                                   | 1 - 0                                   | Match amical                            | Titulaire.                                                          |
| 5.                                      | 15 janvier 2024                         | Stade Charles-Konan-Banny, Yamoussoukro, Côte d'Ivoire | Gambie                                  | 3 - 0                                   | CAN 2023                                | Titulaire.                                                          |
| 6.                                      | 19 janvier 2024                         | Stade Charles-Konan-Banny, Yamoussoukro, Côte d'Ivoire | Cameroun                                | 3 - 1                                   | CAN 2023                                | Titulaire et remplacé par Pathé Ciss à la 90e minute de jeu.        |
| 7.                                      | 30 janvier 2024                         | Stade Charles-Konan-Banny, Yamoussoukro, Côte d'Ivoire | Côte d'Ivoire                           | 1 - 1 a.p. (4 tab à 5)                  | CAN 2023                                | Titulaire et remplacé par Idrissa Gueye à la 87e minute de jeu.     |
| 8.                                      | 22 mars 2024                            | Stade de la Licorne, Amiens, France                    | Gabon                                   | 3 - 0                                   | Match amical                            | Titulaire.                                                          |
| 9.                                      | 6 juin 2024                             | Stade Abdoulaye-Wade, Diamniadio, Sénégal              | RD Congo                                | 1 - 1                                   | Éliminatoires Coupe du monde 2026       | Entré en jeu à la place de Pape Matar Sarr à la 90e minute de jeu.  |
| 10.                                     | 9 juin 2024                             | Stade Cheikha Ould Boïdiya, Nouakchott, Mauritanie     | Mauritanie                              | 0 - 1                                   | Éliminatoires Coupe du monde 2026       | Titulaire et remplacé par Nampalys Mendy à la 83e minute de jeu.    |
| 11.                                     | 6 septembre 2024                        | Stade Abdoulaye-Wade, Diamniadio, Sénégal              | Burkina Faso                            | 1 - 1                                   | Éliminatoires CAN 2025                  | Entré en jeu à la place de Pape Matar Sarr à la 68e minute de jeu.  |
| 12.                                     | 9 septembre 2024                        | Bingu National Stadium, Lilongwe, Malawi               | Burundi                                 | 0 - 1                                   | Éliminatoires CAN 2025                  | Titulaire et remplacé par Pape Matar Sarr à la 92e minute de jeu.   |
| 13.                                     | 11 octobre 2024                         | Stade Abdoulaye-Wade, Diamniadio, Sénégal              | Malawi                                  | 4 - 0                                   | Éliminatoires CAN 2025                  | Titulaire et remplacé par Idrissa Gueye à la 65e minute de jeu.     |
| 14.                                     | 19 novembre 2024                        | Stade Abdoulaye-Wade, Diamniadio, Sénégal              | Burundi                                 | 2 - 0                                   | Éliminatoires CAN 2025                  | Entré en jeu à la place de Habib Diarra à la 70e minute de jeu.     |
| 15.                                     | 22 mars 2025                            | Benina Martyrs Stadium, Benghazi, Libye                | Soudan                                  | 0 - 0                                   | Éliminatoires Coupe du monde 2026       | Titulaire et remplacé par Cherif Ndiaye à la 68e minute de jeu.     |
| 16.                                     | 25 mars 2025                            | Stade Abdoulaye-Wade, Diamniadio, Sénégal              | Togo                                    | 2 - 0                                   | Éliminatoires Coupe du monde 2026       | Titulaire et remplacé par Pathé Ciss à la 84e minute de jeu.        |
| 17.                                     | 6 juin 2025                             | Aviva Stadium, Dublin, Irlande                         | République d'Irlande                    | 1 - 1                                   | Match amical                            | Entré en jeu à la place de Krépin Diatta à la 63e minute de jeu.    |
| 18.                                     | 10 juin 2025                            | City Ground, Nottingham, Angleterre                    | Angleterre                              | 1 - 3                                   | Match amical                            | Titulaire.                                                          |

#### Buts internationaux
| Buts en sélection de Lamine Camara | Buts en sélection de Lamine Camara | Buts en sélection de Lamine Camara                     | Buts en sélection de Lamine Camara | Buts en sélection de Lamine Camara | Buts en sélection de Lamine Camara | Buts en sélection de Lamine Camara | Buts en sélection de Lamine Camara |
| #                                  | Date                               | Lieu                                                   | Adversaire                         | Score                              | Résultat                           | Compétition                        |                                    |
| ---------------------------------- | ---------------------------------- | ------------------------------------------------------ | ---------------------------------- | ---------------------------------- | ---------------------------------- | ---------------------------------- | ---------------------------------- |
| 1.                                 | 18 novembre 2023                   | Stade Abdoulaye-Wade, Diamniadio, Sénégal              | Soudan du Sud                      | 3 - 0                              | 4 - 0                              | Éliminatoires Coupe du monde 2026  |                                    |
| 2.                                 | 15 janvier 2024                    | Stade Charles-Konan-Banny, Yamoussoukro, Côte d'Ivoire | Gambie                             | 2 - 0                              | 3 - 0                              | CAN 2023                           |                                    |
| 3.                                 | 15 janvier 2024                    | Stade Charles-Konan-Banny, Yamoussoukro, Côte d'Ivoire | Gambie                             | 3 - 0                              | 3 - 0                              | CAN 2023                           |                                    |

## Palmarès

### En club
| AS Monaco - Trophée des Champions - Finaliste : 2024 |

### En sélection
| Sénégal - Championnat d'Afrique des nations (1) : - Vainqueur en 2022 Sénégal -20 ans - CAN junior - Champion en 2023 |

### Distinctions individuelles
- Meilleur joueur de la Can U20[28]
- Jeune joueur africain de l'année en 2023[29] et 2024[30].
- Membre de l'équipe-type de la Coupe d'Afrique des nations des moins de 20 ans 2023[31].
- Membre de l'équipe-type du Championnat d'Afrique des nations 2022[32].
- Trophée pépite de la saison de Ligue 1 2023[33].
- Nommé pour le Prix Marc-Vivien Foé en 2024[34] et en 2025[35].